# فنون شعبية إماراتية
الفنون الشعبية في الإمارات العربية المتحدة تمثل جزاًء من التراث الشعبي في الإمارات، وأن تنوع واختلاف الفنون الشعبية يعكس التنوع الثقافي والاجتماعي للفرد والجماعة، فهي مرتبطة بعادات وتقاليد وقيم، وكذلك مرتبطة ومختلفة باختلاف بمناسباتها واحداثها الاجتماعية وما يرتبط بها من تعدد الثقافات ان كانت من الإمارات أو عربية أو دخيلة من خارج نطاق الوطن العربي على المجتمع. 
حيث ينتقل أفراد وجماعات للعيش في الإمارات من دول مجاورة أو العكس للعمل في مختلف المجالات ومنها التجارة أو الصيد. وكذلك تتباين الفنون وتختلف باختلاف نوع الأعمال والمهن المرتبطة بها، وهذه الفنون لم تأت من فراغ بل من خلال تفاعل بين افراد المجتمع مع اعمالهم وكذلك اتت للتخفيف عن كاهل العاملين في المهن والحرف وما ينتج عنها من اعباء ومشقة وتعب جرائها.
إن كل حقبة أو فترة من الزمن يطرأ تغيرات وتطور على هذه الفنون من خلال تغير الكلمات للقصائد والاشعار أو من خلال حذف آلات موسيقية وإيقاعية أو اختلاف بعض مساراتها اللحنية أو حذف التصفيق أثناء الأداء أو الأداء الحركي أو باختلاف المناسبات أو تستجد ظروف دنيوية أو دخول حركات دينية تغيره أو تحد من انتشاره.

## الفنان الشعبي
لا بد من أن يكون إنسان موهوب في الفطرة يجعله متميز في خلق أجواء ترفيهية ممتعة إضافة لما يحمله من صفات يتقبله الفرد والمجتمع من نقاء وحلاوة صوته في غنائه أو من خلال موهبته في ممارسة العزف على الآلات الإيقاعية أو الموسيقية ومن ذاكرة قوية وكبيرة في حفظ ما يتناقل أو ما خلّفت له اجيال سابقة شفاهياً من فنون مختلفة.
وحينما نستعرض الفنون الشعبية بدولة الإمارات العربية المتحدة فأنها تندرج تحت قائمتين:
- أولاً: الفنون الشعبية الأصيلة.
- ثانياً: الفنون الشعبية الوافدة.

### الفنون الشعبية الأصيلة
ويقصد بالأصيلة هي كل الفنون التي نشأت على أرض الخليج والجزيرة العربية أو ذات الأصل الخليجي والعربي بصورة عامة والإماراتي بشكل خاص، والنابعة من لحن وإيقاع ولغة عربية، وما يعبّر عنه الوجدان العربي الإسلامي، مثل: 
- فن الآهله أو الآهل
- فن العيالة
- فن الحربية أو (الرزيف)
- فن الوهابية
- فن العرضة
- فن الدان
- هال الامال
- التقصيره
- الهولو
- يرّ الماشوّه
- يرّ الليخ
- الخطيفة
- تومينه
- فن رواح
- ندبه
- اللـقية
- الونه
- التغرودة
- الحدوة
- السامري

### الفنون الشعبية الوافدة
وهي الفنون التي انتقلت من بلاد فارس ودول إفريقيا وذابت في المجتمع الإماراتي والخليجي عمومة إلى مدينة البصرة في جنوب دولة العراق. مثل: 
- النــوبان
- الفجرى
- لاروه
- أم ديمــة
- الليوة
- الهبّان (القربة)

### العيالة
عيالة فن عربي أصيل بل عريق في أصالته، ويصعب تحديد تاريخه، وهي عبارة عن فن جماعي يتضمن رقصاً وغناء جماعياً، وتؤدّى «العيالة» في كل المناسبات الاجتماعية والوطنية، كما يحرص المسؤولون في دولة الإمارات على إبرازها وتقديمها أمام رؤساء الدول وكبار الزوار الذين يزورن الإمارات باعتبارها الفن المحلي الأكثر تجسيداً لتاريخ وخصائص الدولة. 
و«العيالة» هي رقصة الحرب العربية أو بتعبير أصح رقصة الانتصار بعد الحرب، وتسمى «بالرقصة الشريفة» أي لا يؤديها إلا العرب الخّلص الشرفاء. يشترك في أداء «العيالة» الفرقة المحترفة والهواة أيضاً من المدعوين والحضور. وغالباً ما تكون فرقة العيالة مقصورة على العازفين على الطبول والدفوف والطويسات «الآلات النحاسية» وبعض المنشدين والراقصين ويشاركهم في الإنشاد والرقص بعض الحضور الذين يحبون ويعشقون هذا الفن. 
تبدأ الرقصة حين يعطي قائد الفرقة إشارة البدء، ففي هذه اللحظة يأخذ حملةُ الطبول بالضرب بشدة على طبولهم، ويبدأ الصفان بالرقص والحركة المستمرة لفترة طويلة، وفي أثناء الرقص يتحرك حملة الطبول في اتجاه الصف المواجه بينما يتحرك حملة السيوف في الاتجاه المعاكس، وتتضمن «العيالة» فنوناً حركية وغنائية متنوعة فعدا العزف والرقص المصاحب للغناء الجماعي هناك إطلاق الأعيرة النارية والتلويح بالسيوف اللامعة والخناجر المعقوفة، وكل ذلك في عرض بديع للقوة والرجولة والفروسية، تلك القيم المستمدة من حياة البداوة والصحراء. 
ويختلف أسلوب أداء رقصة «العيالة» عند البدو في الإمارات عن أسلوب أدائها عند الحضر، ففي مناطق البادية تشارك الفتيات الرجال الرقص، ويتخلل الرقصة خروج أحد الراقصين من الشباب من الصف شاهراً خنجره اللامع المطعّم بالفضة فيرقص به في شكل مبارزة مع إحدى الفتيات اللواتي يتوسطن الحلقة، تستمر المبارزة الراقصة إلى أن يتعب أحدهما فيخرج من الحلقة وسط تهليل الحضور وصياحهم.
ومن أهم الأغراض في شعر «العيالة» أيضاً، الغزل حيث يتطرق شاعر العيالة إلى تجربته الذاتية وقصته مع الحبيبة وذكر محاسنها، وغالباً ما تكون مقدمة القصيدة غزلية كمحاكاة للشاعر العربي القديم منذ الشعر الجاهلي الذي ابتدع هذا الأسلوب. 

### الرزيف[8]
هو من أبرز وأهم الفنون في الخليج العربي وينبع من أصالة الإنسان الخليجي وتاريخه. ويعرف أيضاً بالحربية  وهو يعتبر من فنون البادية، ويؤدى هذا الفن في أعراس البدو وفي غيرها من المناسبات مثل استقبال الحاكم. ومن مميزات هذا الفن أنه لا يصاحبه أي لحن موسيقي، بل هو (رزيف) أي يرزفه المؤدون بدون إيقاعات أو آلات مصاحبة، وتقترب لغة الرزيف وهزجه من الفصيح، وهذا الفن من الفنون الجماعية التي تؤدى بطريقة حماسية، ويؤدى عادة بعد صلاة العصر حتى ما بعد العشاء، ويغلب على أداء هذه الرقصة الأداء الجماعي، وتردد في الرزيف قصائد الفخر والنخوة، وبعضها يحتوي على أغاني الحب. 
ومن نصوص (الرزيف) المعروفة في بادية الإمارات:
```
ولد اللاشي يوم التقينـــــا
```

```
خاف من ضرب المشوق يصيبه
```

```
والمشي جمعه لجمعه زهينــا
```

```
ثارن مشحون اللظا بنصليبــه
```

```
بنت ياللي تنقظي بديلـــــه
```

```
اطمحى المعيلين التراضـــي
```

```
بنت صياد النشامه يصـــادي
```

من أغاني الزواج يقول شاعر (الرزيف):
```
معرسكم يبقى رماسي
```

```
عصرية والليل ماسي
```

```
ذكروني كاني ناسـي
```

```
بالهوى واشطحيتــه 
```

### المالـــد
يعد فن «المالد» أو «المولد» أحد أشكال الأغاني الدينية الإسلامية في مجتمع الإمارات.  ويتكون «المالد» من صف من الجالسين يحملون بأيديهم طبولاً ضخمة يلّوحون بها في الهواء ويضربون عليها فتنبعث نغمة موحدة يتخللها نشيد ديني يتحدث عن سيرة الرسول صلى الله عليه وسلم، وفي مواجهة هذا الصف يجلس عدد من المنشدين وقد تلاحقت أكتافهم يتمايلون يميناً وشمالاً وهم يرددون وراء المنشد كلمات عن الرسول (ص) وآل الرسول (ص).
وهؤلاء المنشدون هم الجانب المكمل لهذه اللوحة وهناك ثلاثة شروط لابد من توفرها لأداء فن المالد وهي:
- أولاً: النص وهو عبارة عن منظومة طويلة موضوعها قصة النبي محمد عليه الصلاة والسلام والسيرة النبوية العطرة.
- ثانياً: المنشد وعادة ما يكون من الفقهاء الذين تتوفر فيهم القدرة على فهم السيرة وحفظها عن ظهر قلب، وجمال الصوت وحلاوة النبرة. كذلك لابد من أن تتوفر في صفة القيادة للفريق المؤدى للفن. ويسمى المنشد «بالنظيم».

- ثالثاً: المنشدون.. وهؤلاء ينقسمون إلى مجموعتين: الأولى حملة الدفوف "الطيران" ويقومون بالضرب عليها برفقة المنشد والمجموعة الثانية ويكون عددها أكثر من المجموعة الأولى حيث يقوم أفرادها بترديد البيت الذي يمثل لازمة للنشيد كله أما المناسبات التي يقام فيها «المالد» فهي متعددة أهمها الأفراح والأعراس، ولا يكاد عرس يخلو من فن المالد". كذلك يقام في بعض المناسبات مثل حالات ختان الأطفال وللوفاء بالنذور. وينقسم فن «المالد» إلى قسمين، الأول وتتلى فيه السيرة النبوية وأما الثاني فهو المالد الذي يتلى فيه ذكر الرسول صلى الله عليه وسلم. [10]

### الأهلة
«الأهل» أو «الأهلة» من الفنون الخاصة بالإمارات ويؤدى بكثرة في المناطق القريبة من البادية وغالباً ما يكون مؤدو هذا الفن هم في الأصل من نفس المؤدين لفن «العيالة». 
وفن "الأهل" هو من الفنون العريقة في المنطقة وعرف قديماً باسم آخر وهو "الهاهله". وتوجد علاقة وثيقة بين فني "الأهل" و«العيالة»، فالأهل " يمارس ويؤدي خلال ممارسة فن «العيالة» أو عقب كل وصلة من وصلاته، ولكن «الاهل» يتطلب من مؤديه رصيداً كبيراً محفوظاً من الشعر الشعبي بحيث يجلس بعض أعضاء فرقة «العيالة» وهم من هواة فن «الاهل» ويشاركهم بعض الحضور من عاشقي الفن القديم، يجلسون في حلقة صغيرة ويبدأ كل واحد منهم بإلقاء قصيدته، وعقب كل بيت يرد عليه زملاؤه بقولهم "اهله" بمد للام فينطقها "أهلاه" ولهذا سمي فن "الأهل" أو «الأهلة» بهذا الاسم. 
ومن خصائص هذا الفن أن أداءه لا تصاحبه أي آلة موسيقية فهو ليس غناءً ونظماً ملحناً، وإنما مجرد إلقاء قصائد شعرية نبطية في صورة مطارحة شعرية، وبهذا فإن فن الاهله يعد واحداً من أشكال أو أقسام الأدب الشعبي الخليجي.
وأهم الموضوعات التي يتناولها شاعر فن «الاهله» هو الغزل، إذ يصور بأسلوبه الخاص المعاناة التي يلقاها ويكابدها المحب في سبيل حبه وقسوة الهجر ولوعة البعد والفراق، وأحياناً يمزج شاعر «الاهل» بين الغزل والعاطفة الدينية، في نص واحد كعهدنا بالشعر في صدر الإسلام والشعر الأموي. 

### العرضة
هي فن عربي أصيل. والعرضة "كالعيالة" وتحاكيها إلى حد كبير، إلا أن آلاتها وإيقاعتها تختلف عن آلات وإيقاعات «العيالة». وتؤدّى العرضة " عند الحضر فقط، ولكنها تؤدى في نفس المناسبات التي تؤّدى فيها «العيالة»، وهي مشابهة من حيث نظام الإنشاد ووقوف المنشدين في صفين، ونظام دخول حملة السيوف إلا أن ألحانها تؤدى ثلاثية الإيقاع والمميزات. وهناك آلات خاصة تصاحب الإنشاد في العرضة وتشمل "الكاسر" و «الرحماني» والدفوف "الطارات" والآلات النحاسية. 
والكاسر يشبه الدف إلى حد بعيد، إلا أنه مغطى برقعة من الجلد على جانبيه. ويستخدم العازف عصا قصيرة ليدق بها على جانبه الأيمن، كما أن دوره أثناء الإنشاد لا يخرج عن دور عازف الطبل – الرأس في عروض العيالة، حيث يعفى نفسه من الالتزام بعزف إيقاع معيّن طوال الوقت. ويمضى تنويع دقاته ليقوى بها أداء الآخرين، كالمنشدين وحملة السيوف والطبول ويحثهم بدقاته على الاجتهاد في الاداء ليزدادوا حماساً ونشاطاً. ويتنوع الإيقاع الذي يؤديه عازف الكاسر بين وقت وآخر. 
أما «الرحماني» فهي طبول كبيرة الحجم أسطوانية الشكل يغطيها جلد البقر أو الثور من الجانبين. ويتحكم العازف في شدها، باستخدام حبال شد متينة على الجانبين في وقت واحد. ويستخدم العازف يده اليمنى مباشرة للدق على جانبها الأيمن. «والطارات والطوس» هي نفس الالات المستخدمة في«العيالة» وهي تصاحب الإنشاد في العرضة بإيقاع واحد لا يتغير. 

### السومة
من الفنون القديمة في الإمارات، تؤدي بواسطة التفاف الفريق على شكل حركة دائرية، وتبدأ بالتصفيق بالأيدي، وأداء حركات راقصة، وتؤدي على إيقاع طبلتين هما (الكوسر) و (رحماني). وتقام السوما في المناسبات وأثناء التوقف بعد السفر الطويل. 

### الطارج
غناء يتضمن قصائد في وصف الطبيعة والحياة وكذلك عن الأحداث العامة، وتلحن بلحن عذب يعطر الأسماع ويريح النفس والقلب كما يعد هذا النوع سلوى للمسافر والسائر عن وحشة الطريق، بهدف إبعاد الوحشة عن نفسه حيث يرتجل لكلماته ألحانا على طريقة غناء الموال (المنتشر في البلاد العربية). 

### السامري[12][13]
فن قديم معروف في غناء أهل البادية، وفي الجزيرة العربية والخليج العربي وقد عرف أيضاً بالغناء الركباني، ففي الإمارات العربية المتحدة تغني القبائل البدوية المعروفة هذا الفن على صوت الربابة غناء (سامر) بشكل ممتاز بإطلاق أواخر كلمات صدر البيت وعجزه، حين إنشاده في قصيدة تلازم شطريها قافية واحدة، إذ يقول المغني:
```
ياونتــي ونــة قطيــع تــدوج حيــام
```

```
بــرا حالهــا كثيــر التصــدي وهــي ضــام
```

```
علــى صاحبــي تقضـن جروحي وهي كدام
```

```
اتجــدد صــواب كــل مــازال لــه عـــام
```

وفي حالة (غناء السامري) يتكون فريقان من الأشخاص يصل عددهم العشرين ولا يقل عن عشرة وذلك ليؤدوا (الطرق) أي اللحن، فيجلسون على الأرض في صفين متقابلين جثواً على الركب، ويحمل الفريق الأول منهم الدفوف (الطيران).
وغناء السامري يبدأ بشخص واحد ليلقن الفريق الثاني المشطور في القصيدة فيرد عليه هذا الفريق بالشعر والأداء اللحني نفسه ليأخذ الفريق الأول ما بدأ به الفريق السابق.

### الونه
هو فن عربي أصيل (والونه) دور موسيقي أو نشيد يأتي ضمن أدوار وأناشيد عروض (العيالة) ويتميز هذا الفن في صياغته اللحنية والإيقاعية بطابع خاص يميل إلى الهدوء والرومانسية من حيث طبيعة الأداء نظراً لأن كلماتها غزلية المضامين والمعاني بعكس ما تحفل به كلمات أناشيد (العيالة) من معاني الحماس والمديح والبطولات. 
(والونه) أيضاً من أغراض الشعر النبطي في الإمارات حيث تصطبغ ألفاظ القصيدة بمسحة من الحزن والأنين، فيقال (فلان يكوس الونات) أي يغني غناء (الونه) وقد يشترك في هذا الضرب من الغناء اثنان يتبادلان ويتناوبان الغناء. 
وتؤدي (الونه) بإيقاع أبطأ من إيقاع (العيالة) وهناك أيضاً نماذج إيقاعية محددة يلتزم بها عازفو الطبول التخامير، بينما يلتزم عازفو آلات الدفوف (الطارات) بنماذج إيقاعية تختلف هي الأخرى عن (العيالة)، ومن وقت لآخر تتحول بعض آلات الدف عن هذه الإيقاعات، لتقوم بأداء إيقاع (الصجلة) وفي نفس الوقت يلتزم عازفا الطوس (الآلات النحاسية) بأداء نموذجين إيقاعيين محددين. 
ومن أشهر أشعار (الونه) في الإمارات، قصيدة الشاعر سعيد بن راشد بن سعيد بن عتيق الهاملي، التي يقول في مطلعها:
```
صاح ابذكر لمنادي :: بخطوفه :: يوم السفن بتشل
```

```
غمس على لفادي :: بالكوفة :: ولا وادعه بالحل
```

وفي نص آخر يقول شاعر الونه:
```
وجرينا الونة والبارحه ساهريــــن
```

```
وجرينــــــا الونـــــــه
```

```
وجرينا الونه والحي كما الورق والحي
```

```
لكـــن أهــــذى بــــــه
```

```
وجرينا الونه وياهيه بالي كلام البــدو
```

```
البـــــدو تنحــــى بــــه
```

### الردحة[1]
نوع من الغناء الشعبي الذي يصاحبه الرقص، وهو ضرب من الغناء المرح تتخذه النساء دون الرجال بعد حفلات الزفاف ليلاً أثناء مسيرهن إلى البيت الذي توضع فيه العدة الموسيقية، فيتوجهن ليلاً وهن يرددن الأغاني المناسبة ويتمايلن بأجسادهن على نمط واحد وإيقاع منسق ثم يصلن إلى بيت العدة بعد أن كن قد أخذن من الردح والغناء والرقص وقتاً بهيجاً .يقول شاعر وهو يغني (ردحة) ويعزف لحنها على الربابة:
```
البارحة يوم اظلم الليل سهران وعباد الله رقود
```

```
يابوي وين اللي ارسلوه شدوان وخلونه حزانـه
```

```
يا ليتهم بالحال يدرون واللي من الفراق جانـه
```

### اليولة
تستهوي جيلاً من الصغار والشباب في الإمارات رقصة اليولة التي اشتقت من الرقصة التراثية القديمة التي تسمى العيالة والتي كانت تدل على الشجاعة والفروسية واستعراض القوة. 
وقام جيل من الشباب من الذين احبوا ممارسة اليولة على تحديثها لتصبح رقصة استعراضية تمارس بمرافقة بندقية على انغام الموسيقى والايقاعات الحديثة والاغاني الحماسية. 
ويحظى فن اليولة الذي يمثل لوناً شعبياً لحياة البدو الاصيلة باهتمام كبير من قبل جميع فئات المجتمع الإماراتي حيث يظهر فيها المتسابق ابداعاته ومهاراته في حمل السلاح ورميه والتقاطه واداء حركات فلوكلورية جميلة وشيقة. 

## الفنون البدوية

### العازي
هو احتفال أو غناء يقام في نهاية العرس البدوي أو نه يرمز إلى نهاية العرس. بعد أن تكف الطبول عن القرع ويسكت القوم عن الغناء ويتوقف إطلاق العيارات النارية في الفضاء ويجتمع المحتفلون على شكل دائرة يتوسطها (العازي) وهو الشاعر الذي يمتاز بجمال الصوت، وقوة الحجة وهو يحمل بيديه سيفاً وترساً ويتبعه نفر من الرجال الذين يحملون البنادق بأيديهم. 
والكل يدورون داخل الدائرة بينما يلقي الشاعر قصائد الفخر والحماسة ويردد حملة البنادق من خلفه عبارات خاصة أو جملاً شعرية معروفة، وذلك بعد كل بيتين من أبيات القصيدة، وهم يطلقون العيارات النارية في الفضاء بين الفينة والأخرى، ويتميز (العازي) أن كل مقطع من مقاطعه يؤدي بأنغام مختلفة والعازي من (العزوة) أي العزة والقوة والغلبة والمنعة. 

### التغرود[1]
فن شعبي أصيل يحوي قصائد مغناة يترنم بها الفرد ويحاول المنشد فيها أن يرفع صوته ويطرب على تغريده العذب بنفسه ومعه مجموعة من المستمعين.
وينشد القوم أغاني (التغرودة) وهم على ظهور الهجن مرتحلين من مكان إلى آخر، أو مسافرين في رحلة تجارة، بينما النوق تخب أو تهرول وهذه تسمى بتغرودة البوش حيث الصورة النفسية للغناء الجماعي ثابتة ولا تتغير بتغيير المكان، وتتميز باستطالة حروف المد في موجة نغمية متميزة هي الصورة المسموعة لحركة سير الركاب.
وهاك أيضاً (التغرودة) التي تؤدي على ظهور الخيل وتسمى بتغرودة الخيل ووظيفتها الأساسية هي حث الخيل على الإسراع وتحميس راكبيها من الفرسان وتزخر (شلات) تغرودة الخيل بمعاني الشجاعة والإقدام والشهامة.

### السحبة
رقصة تزخر بالأغاني والألحان والشعبية، وتشتهر عند قبائل في الإمارات العربية المتحدة. وهي رقصة مختلطة يشترك فيها الرجال والنساء في صفين متقابلين بينهما ضاربو الطبول وتتمايل أثناءها الأجساد إلى الأمام وإلى الخلف في حركة خفيفة وديعة. وعادة ما تستخدم في الأفراح، عند زفاف العريس. 

### المناهيل[23]
هي إحدى الرقصات المميزة التي يقبل عليها الكثير من رجال البادية، وهناك أيضاُ من يؤديها بنفس الحركات في بادية حضر موت في جنوب الجزيرة العربية وتعود تسمية الرقصة نسبة إلى قبيلة (المناهيل)
تتسمي هذه الرقصة أيضاً شرح (المناهيل) والشرح كلمة مشتقة من انشراح أي السعادة، وتتميز هذه الرقصة بأنه تعد أطول الرقصات الشعبية في الجزيرة العربية كلها، وذلك لأن بدايتها عادة ما تكون بعد صلاة العشاء، وتستمر بنفس المشهد ونفس الخطوات وحركات الأيدي والأرجل وبنفس الأشخاص المشاركين حتى قبيل آذان الفجر حيث يتوقفون ليؤدي الناس الصلاة ثم يعودون حتى ميعاد تناول الغداء عندئذ يبدأ الناس بالانصراف.
والمناهيل يعرفون الرقص على نوعين: النوع الأول ويطلقون عليه (الزامل) والنوع الآخر يسمونه (الشرح)
.

## الفنون البحرية

### النهمة[24]
النهمة هي غناء يواكب سير العمل في السفينة. وهي فن مقصور على البحر والبحارة ويحتوي على أغاني من نوع اليامال والخطفة والمداوئ والفجري والأغاني الشعبية الخفيفة التي تخضع لقواعد معينة، وكذلك أغاني الزهيرى والموال وترانيم واستهلالات وأدعية وابتهالات كلها تدخل في النهمة ويغنيها «النهام».
ولا يستخدم في هذا الفن أي من الأدوات الموسيقية المتعارف عليها في المنطقة لأنه غناء يهدف بالدرجة الأولى إلى بعث الحماس في نفوس الصيادين وتشجيعهم على العمل وبذل الجهد لتحقيق الصيد الوفير والعودة الغانمة، كما أنه في بعض جوانبه يعبر عن مقدار شوق البحارة والغواصين لزوجاتهم وعائلاتهم، ويكشف من حجم معاناتهم في موسم الغوص.

### التقصيره[25]
وهي من أغاني وأناشيد أهل البحر وهي «شلات» يغنيها مغنيان، الواحد تلو الآخر، ويرد البقية عليهم مثل «الكورال»، وهي أبيات شعر قصيرة، قليلة الكلمات. وتغنى التقصيرة عند سحب «السن» إلى المرساة لتغيير الموقع في «الهير» إلى مغاصة اللؤلؤ، كما يقوم البحارة بغناء التقصيره عندما يأمرهم النوخذة بتقصير حبل الخراب وهو حبل يربط السفينة بقاع «الهير».

### هولو[1]
وهي لازمة يرددها البحارة الهازجون، وهم يسحبون حبال أشرعة السفينة، ويرددها البدو وهم يسحبون الرشاء من البئر، أو تترنم بها الأم وهي تهز سرير رضيعها لينام، وهي أيضاً كلمة تستعمل للدخول في الموال والخروج منه، وتردد أيضاً كلازمة صوتية في الأغاني .

### الحدوة
من فنون البحر، ويردد هذا النشيد أثناء الغوص عند مرور السفن من هير إلى هير، ويشارك فيه جميع البحارة. 

### جرّ الماشوّه
وهو ذلك الغناء الذي يؤديه البّحارة على إيقاع مجاديف القارب الذي ينقلهم من السفينة الراسية بعيداً على الشاطئ والمجاديف ترتطم بالماء، وهو غناء يكثر فيه الحمد لله وشكره على سلامة العودة وهدايته لهم عبر أنواء البحر الهائج، والصلاة والسلام على النبي محمد «صلى الله عليه وسلم»، ويستخدم في غناء «جرّ الماشوّه» «السوق» كما يستخدم طبل يضرب عليه رجلان استعداداً للجر والوصول إلى الشاطئ. 

### العرضة على السفينة
تعد فناً من فنون "النهمة" أي أغاني البحر. ويؤدى "العرضة البحرية" أو "العيالة البحرية" العاملون على السفينة يقودهم "النهام" وهو المنشد الشعبي معلقاُ في رقبته طبلة متوسطة الحجم أسطوانية الشكل ذات وجهين، يدق عليها ليعطى الإيقاع المناسب، وتتخللها حركات تعبيرية، تمثل تمايل السفينة فوق الأمواج وإلقاء الصيادين لشباك صيد السمك. ثم سحبها بعد امتلائها بالرزق الوفير. كما تمثل حركات الراقصين إلقاء الحبل الذي يمسك به الغواص ثم شدهم لهذا الحبل عند خروج الغواص من قاع البحر بعد جمع أصداف المحارة وتمثل رقصة العرضة البحرية" حمل البحارة لصواري وأقلعة السفينة وأشرعتها أو التجديف، وينسجم اللحن مع الإيقاع والغناء، مع كل هذه الحركات مع توالي موجات البحر الواحدة تلو الأخرى وتكسرها عند الشاطئ بين مد وجزر، أو على جوانب السفينة.

### الخطيفة
من أغاني وأهازيج وألحان البحارة. وهو ضرب من الغناء يختص بسحب الحبال لرفع أشرعة السفينة. والخطيفة هي رفع الشراع. وهي لذلك تقسم من حيث الضرب والغناء على حسب أسماء أنواع الأشرعة: شراع «العود» أي الكبير وشراع «القلمي» وشراع «الجيب» ويأتي في مقدمة السفينة. ويبدأ النهام «الخطيفة» بالافتتاحية التالية يا الله بدينا. وتكون بعدها أهزوجة الإيقاع الرتيب لعملية سحب الحبال هي .. هو.. لو الهولو.. الهولو . ويستخدم في «الخطيفة» طبلان وزوج من الطوس كما يصاحبها التصفيق باليدين والضرب بالرجل على ظهر السفينة، وهي تعد حافزاً مشجعاً للسرعة في رفع الشراع .

### السيع
من أغاني واهازيج السفر وتردد أثناء الأسفار ورحلات الغوص براً وبحرا، وأحياناً في المجالس وأثناء السمر. وينشد المنشدون كلمات جميلة ملحنة ويرددون القصائد، ولا تستخدم لأدائه أية أدوات أو إيقاعات.

### الطرشة البحرية
يؤدي هذا النشيد أثناء سفر الحاكم أو رئيس القوم عن طريق البحر من مكان إلى آخر، ولا تستخدم أثناء أدائه أدوات أو طبول.

### الفجري
الفجري نوع من الغناء يؤدي بواسطة الغواصين في دور خاصة لهذا النوع من الغناء، وذلك في الشتاء حيث أن الغواصين لا يزاولون أي عمل في هذا الفصل عدا البناء وصيد السمك وقطع الصخور للبناء والقلافة (أي بناء السفن)، وأغلب هذه الأعمال يقومون بها تطوعاً لمساعدة الفقراء في بناء بيوتهم أو إصلاح قارب لهم، أما صيد السمك فيقومون به لإطعام أسرهم.l وفي المساء يجتمع هؤلاء الجماعة في إحدى الدور وذلك بعد صلاة العشاء ويمارسون هذا النوع من الغناء ألا وهو (لفجري)، ويعتمد هذا النوع من الغناء في بدايته على الكورال الجماعي، ويؤدي بعضه بدون إيقاع وآخر بالإيقاع حسب نوع الأغنية، وله خمسة أنواع أساسية وكل نوع منه له عدةّ طرق في الأداء كما تختلف أنواع الإيقاعات المصاحبة .

## الفنون الجبلية

### الرواح
وهي من الفنون القديمة في إمارة رأس الخيمة وتمارس على إيقاع نشيد يتضمن الغزل والمدح، وتتكون الفرقة من الرئيس أو (الأبو) وعدد من الرجال الذين يقدر عددهم بخمسين رجلا أو أكثر، ويأتي هذا الفن بعد الانتهاء من فن (العيالة) حيث يجلس المنشدون لتأدية هذا الفن.

### رزيف الشحوح
فن تنفرد به من غيرها من دول المنطقة يؤديه أبناء قبيلة الشحوح، وتتكون الفرقة التي تؤدي هذا الفن من ستين إلى سبعين رجلا يكونون صفين متقابلين ويتوسطهم حاملو الطبول، وعددهم يترواح بين خمسة إلى ثمانية. ويشارك عدد من لاعبي السيوف والبنادق ضمن الرقصة، ويردد الجميع الأناشيد الحربية والحماسية والعاطفية.

### الوهابية
فن تنفرد بها إمارة رأس الخيمة وتتكون هذه الرزفة من فريقين متقابلين تتوسطهما الطبول، وتبدأ الوهابية بنشيد يسمى (الشليل) وأثناء ذلك يتحرك الفريقان إلى الأمام والخلف ثم انحناء إلى الأمام، ويشارك في هذه الرزفة لاعبو السيوف والبنادق.

### الندبة
من فنون الشحوح وهي نداء خاص بهم للعزوة والتفاخر تؤديه جماعة تسمى (الكبكوب) وهي كلمات تردد عند قدوم الضيوف ترحيبا بهم، وهي من عادات سكان الجبل ويكونون أثناء ذلك حلقة دائرية يتوسطهم (النداب) وهو الشخص الذي يبدأ بنداء العزوة، ويردد الآخرون عزوتهم خلفه بصوت يوحي بالرجولة والقوة.

### اللقية
يجري باستقبالات قبائل الشحوح من قبل البعض خلال الأعياد والمناسبات ليتم خلالها إطلاق الأعيرة النارية·
وممكن أن تسمى قلة بحسب طول القبيلة وموقع الاحتفال ومجموعه·

## الفنون الوافدة

### الليوا
من الفنون الوافدة إلى المنطقة وقد وفدت من إفريقيا منذ قديم الزمان، وتسمى أيضا (المكوارة) وهي رزفة كلماتها وأغانيها باللغة السواحلية التي يتحدث بها أهل زنجبار وسواحل أفريقيا الشرقية. وقد انتقل هذا الفن للخليج منذ عصر الأسفار، واصبح مع الزمن من الفنون الشعبية التي لا غنى عنها في الاعراس والمناسبات المختلفة.
وتؤدى رقصة الليوا على نغم موسيقي بواسطة (المزمار) أو (الزماري) و (طبل الليوا) وهو طبل كبير يضرب عليه أكثر من شخص. ولذا يحتاج إلى مجهود جسمي كبير. بجانب هاتين الآلتين يدق أحد الرجال طبلا آخر يسمى (الكاسر). ومن الآلات الإيقاعية (درام) أو (بيب) وهو برميل من الصفيح، صغير الحجم يضرب عليه بـ (عصاتين) صغيرتين ضربان إيقاعية، ويؤدي الرزف مجموعة من الرجال بشكل دائري.

### الـــدان
هو فن عربي قديم انتقل إلى ساحل الإمارات من إقليم الباطنة في سلطنة عمان. «والدان» أو الميدان هو فن جماعي يجمع بين الغناء والرقص في آن واحد، ويشترك في أدائه الرجال والنساء معاً، إذ تكون فرقة «الدان» من صفين متقابلين يجمع كل صف عدداً من النساء وآخر من الرجال، ويقف بين الصفين اللذين يقومان بالرقص والغناء الجماعيين فريق العازفين ويتكون من ثلاثة رجال يدفون على الطبول الأسطوانية الشكل، الصغيرة ذات الوجهين، وتسمى «كاسر». ورئيس الفرقة واحد من هؤلاء الثلاثة، ومعه شخص رابع يؤدّى رقصات منفردة فيطوف حول فريق العزف «الدف» وبينه صفاّ الغناء والرقص.
ويبدأ «الدان» بأن يغنى الصفّان النص كله مرة واحدة مع تكرار كل بيت ثلاث أو أربع مرات في صوت واحد، تصاحب ذلك حركات راقصة تتمثل في أن يتقدم كل صف في حركة واحدة خطوتين للأمام ثم خطوتين للخلف حسب إيقاع ولحن «الدان»، ثم تتكرر الحركة طيلة الأداء ولا تتغير.

### أم ديمة
وهي رزفة ذات جذور إفريقية، وتتكون من حلقة دائرية يتوسطها قارعو الطبول، والموسيقى تعتمد على التصفيق. وتقام هذه الرزفة في الأعياد وتؤدي عادة في الليل.

### الهبان
الآلة الأساسية في الهبان هي (القربة) أو (الجرب).
وهو من الفنون الوافدة من منطقة فارس، وله عدة أسماء منها (ساحب)، و (خميري) و (الجربة). وتتكون فرقة الهبان من ثلاث مجموعات وتشارك بعض النساء إلى جانب الرجال الذين يؤدون حركات راقصة، وينشدون الكلمات العاطفية والاجتماعية.

### النوبان
من الفنون الوافدة إلينا من إفريقيا وأصل النوبان حسب ما يقال من منطقة (النوب) ويسمى هذا الفن بـ (الطنبورة) أيضا، ويجمع بين الغناء والرقص. والآلة الأساسية في فن النوبان هي آلة الطنبورة. وأحياناً تؤدي ضمن طقوس الزار.

### الصومال
هي رقصة أفريقية كما يستدل من تسميتها وقد جاءت إلى دولة الإمارات العربية المتحدة منذ فترات قديمة خلت بواسطة البحارة العرب الذين وصلت اسفارهم البحرية من أجل الصيد وتجارة اللؤلؤ والكسب إلى سواحل أفريقيا وسرعان ما امتزجت هذه الرقصة وغيرها من الفنون الوافدة مع الوجدان الشعبي العام وفنون سكان المنطقة واصبحت من الفنوان الشعبية الدارجة في يومنا هذا.وتتألف رقصة صومال من صف من الراقصين وعددهم عشرون شخصا بحيث يتخذ هذا الصف شكل دائرة واسعة ومن بينهم رجل يحمل طبلا على شكل اسطوانة غطي جانباه بقطعة جلد الحيوانات ويعلق الطبل على الكتف بحبل ويضرب عليه بقطعة من جريد النخيل.وتبدأ الرقصة باشارة من رئيس الفرقة حيث يبدأون بالغناء والتصفيق وهم في غنائهم يخرج رجلان من الصف ويرقصان في الوسط ويكون الرقص بهز الاكتاف والدوران في الوسط ثم يرجعان إلى مكانيهما في الصف الأول وبعد وقوفهما يخرج الرجلان من الجهة المقابلة ويرقصان ويؤديان الحركات والدوران في الوسط ثم يرجعان إلى مكانيهما وهكذا حتى نهاية الرقصة.